# Laantje van Van der Gaag
Das Laantje van Van der Gaag (zu Deutsch etwa: Alleechen des Van der Gaag) war eine kleine Allee etwas südlich von Delft, die 1847 für den Bau des Teilstücks Delft–Rotterdam der Bahnstrecke Amsterdam–Rotterdam kurzfristig ein Hindernis darstellte. Deshalb wurde die Bahnstrecke als Kromme Lijn („krumme Strecke“) um das Hindernis herum angelegt, die dann aber nur vom 3. bis 7. Juni 1847 in Betrieb war.

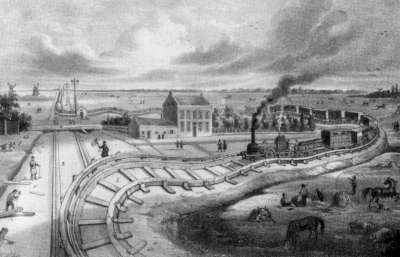
„Artist’s impression“ von H.W. Last, in De Nederlandsche Stoompost vom 6. Juni 1847

## Vorgeschichte
Seit 1842 erwarb die Hollandsche IJzeren Spoorweg-Maatschappij (HIJSM) Grundstücke, um die Bahnstrecke von Haarlem nach Leiden bauen zu können. Eines dieser Grundstücke lag am Zandvoorterweg in Heemstede (an der Stelle des heutigen Bahnhofs Heemstede-Aerdenhout) und gehörte dem Baron Aarnoud Hendrik van Wickevoort Crommelin, heer van Berkenrode. Er war Teilhaber eines Unternehmens, das Zandvoort als Badeort bewarb.
Als die HIJSM über das Grundstück verhandelte, stellte er die Bedingung, dass ein Bahnhof am Zandvoorterweg erbaut werde. Badegäste hätten somit eine schnelle Verbindung nach Zandvoort bekommen. Die HIJSM teilte ihm aber mit, dass es keine Bahnhöfe zwischen Haarlem und Leiden geben werde, da die Bahnlinie nur für Schnellzüge gedacht sei. Der Baron ging deshalb davon aus, dass der Verkehr mit Postkutschen zwischen Haarlem und Leiden beibehalten werde, um die dazwischen liegenden Ortschaften weiter zu bedienen und verkaufte das Grundstück für 1600 Niederländische Gulden.
Die HIJSM änderte aber ihre Planungen, so dass doch Haltestellen entlang der Strecke errichtet wurden. In Vogelenzang, Hillegommerbeek, Veenenburg, Piet Gijzenbrug und Warmond entstanden Haltestellen, weil die Grundstückseigentümer ihre Grundstücke unter der Bedingung verkauft hatten, dass diese dort errichtet würden. Nach der Eröffnung der Bahnstrecke am 17. August 1842 wurde der Verkehr mit Postkutschen auch bald eingestellt, und Zandvoort und Heemstede waren mit öffentlichen Verkehrsmitteln schlechter zu erreichen als zuvor. Anfragen an die HIJSM durch Vertreter dieser Städte, einen Haltepunkt zu errichten, blieben erfolglos.

## Das Laantje
Van Wickevoort Crommelin sah 1845 eine neue Möglichkeit, seinen Wunsch erfüllt zu bekommen. Die HIJSM kaufte zu dieser Zeit Grundstücke, um eine Bahnstrecke zwischen Den Haag und Rotterdam zu errichten. Etwas südlich des heutigen Bahnhofs Delft erwarb er ein wenige hundert Meter langes, quer zur Bahnstrecke liegendes Laantje. Dieses führte von der Herberge Buyten am Delfter Zuideinde zum westlich davon gelegenen Krakeelpolder. Herberge und Laantje gehörten Jacob van der Gaag (* 1784, † 1867) und waren schon seit Generationen im Besitz dieser Familie, weshalb es Laantje van Van der Gaag genannt wurde.
Van Wickevoort Crommelin kaufte das Laantje für 200 Gulden. Im Mai 1845 wandte sich die HIJSM an ihn und fragte nach den Konditionen, zu den sie das Grundstück erwerben könne und boten 100 Gulden. Der Baron forderte den bezahlten Preis sowie einen Bahnhalt am Zandvoorterweg. Die HIJSM war wohl bereit, diese Forderung zu akzeptieren, da der Vertragsentwurf eine solche Haltestelle zugestand und weiter enthält, dass die Haltefrequenz des Bahnhofs der des Bahnhofes Nieuw Oosteinde (heute: Laan van NOI) entsprechen müsse und im Falle einer Schließung eine Vertragsstrafe von 20.000 Gulden zu zahlen sei. Über den Vertrag hätte der Verwaltungsrat am 21. November befinden sollen.
Am 19. November 1845 stellte die HIJSM jedoch einen Antrag auf Enteignung. Da der Verkauf des Grundstücks noch nicht im Grundbuch eingetragen war, wandte sich dieses Verfahren gegen Van der Gaag. Dieser handelte in Vertretung des Barons, der die Anwälte finanzierte. Das Verfahren dauerte länger als erwartet und lief noch im Frühsommer 1847, als die Strecke bis auf dieses Stück fertig war, immer noch. Die HIJSM beschloss, ein Gleis um die Allee herumzulegen. Dieses wurde Kromme Lijn (Krumme Strecke) genannt, was auch eine Anspielung an Crommelin war. Dies war nur eine provisorische Lösung, der Kurvenradius mit 65 Metern sehr klein und die Überhöhung mit zwölf Zentimetern sehr hoch. Probefahrten am 31. Mai ergaben, dass das Befahren der Kromme Lijn im Zugverband möglich war. Am 3. Juni 1847 wurde die Bahnstrecke Den Haag–Rotterdam einschließlich der Kromme Lijn in Betrieb genommen.
Van Wickevoort Crommelin machte zwei Vorschläge zur Schlichtung: Entweder die HIJSM bekäme das Grundstück gegen Erstattung der ihm entstanden Kosten ohne weitere Verpflichtungen, oder die HIJSM bekäme das Grundstück kostenlos, wenn sie einen Bahnhof am Zandvoorterweg errichten würde. Die HIJSM lehnte beide Vorschläge ab. Am 7. Juni gab Van Wickevoort Crommelin auf und überließ der HIJSM das Grundstück kostenlos und ohne weitere Bedingungen.
In der Nacht vom 7. auf den 8. Juni wurden die Bahnstrecke über das Laantje gebaut und das Hilfsgleis demontiert. Die Kosten für die ganze Aktion sind unbekannt. Es wird jedoch angenommen, dass ein Eingehen auf die Wünsche des Barons günstiger gewesen wäre.

## Das Laantje heute
Heute erinnert an der Bahnstrecke nichts mehr an die Kromme Lijn. Sie verläuft hier seit 2015 in einem Tunnel und unterquert so das ehemalige Laantje.
Der östlich der Bahnlinie gelegene, übrig gebliebene Teil des Laantje van Van der Gaag wurde 1847 in Crommelinlaan umbenannt und ist heute Teil eines Neubauviertels aus den 1990er Jahren. Ebenfalls in diesem Neubauviertel befinden sich eine Laan van Van der Gaag sowie eine Conradlaan, die nach dem damaligen Direktor der HIJSM benannt ist.

## Wissenswert
- Fälschlicherweise wird die Umfahrungsstrecke heute selbst häufig als „Laantje van Van der Gaag“ bezeichnet, obwohl sich der Name nur auf die kleine Allee bezog.
- 2008 wurde der Umbau des Bahnhofs Delft ausgeschrieben und an ein Konsortium namens Combinatie CrommeLijn VOF vergeben – der Name CrommeLijn ist eine Vermischung von Crommelin und Kromme Lijn, eine Anspielung auf die damaligen Ereignisse.